# Venturi Automobiles

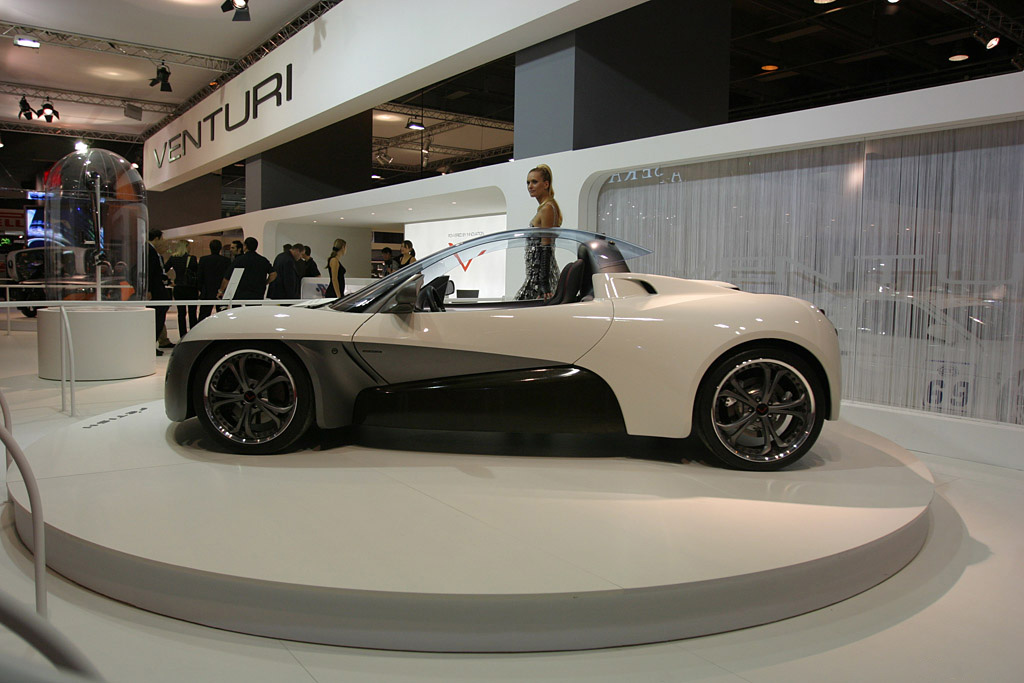
Venturi-Stand auf der Mondial de l'automobile de Paris 2006

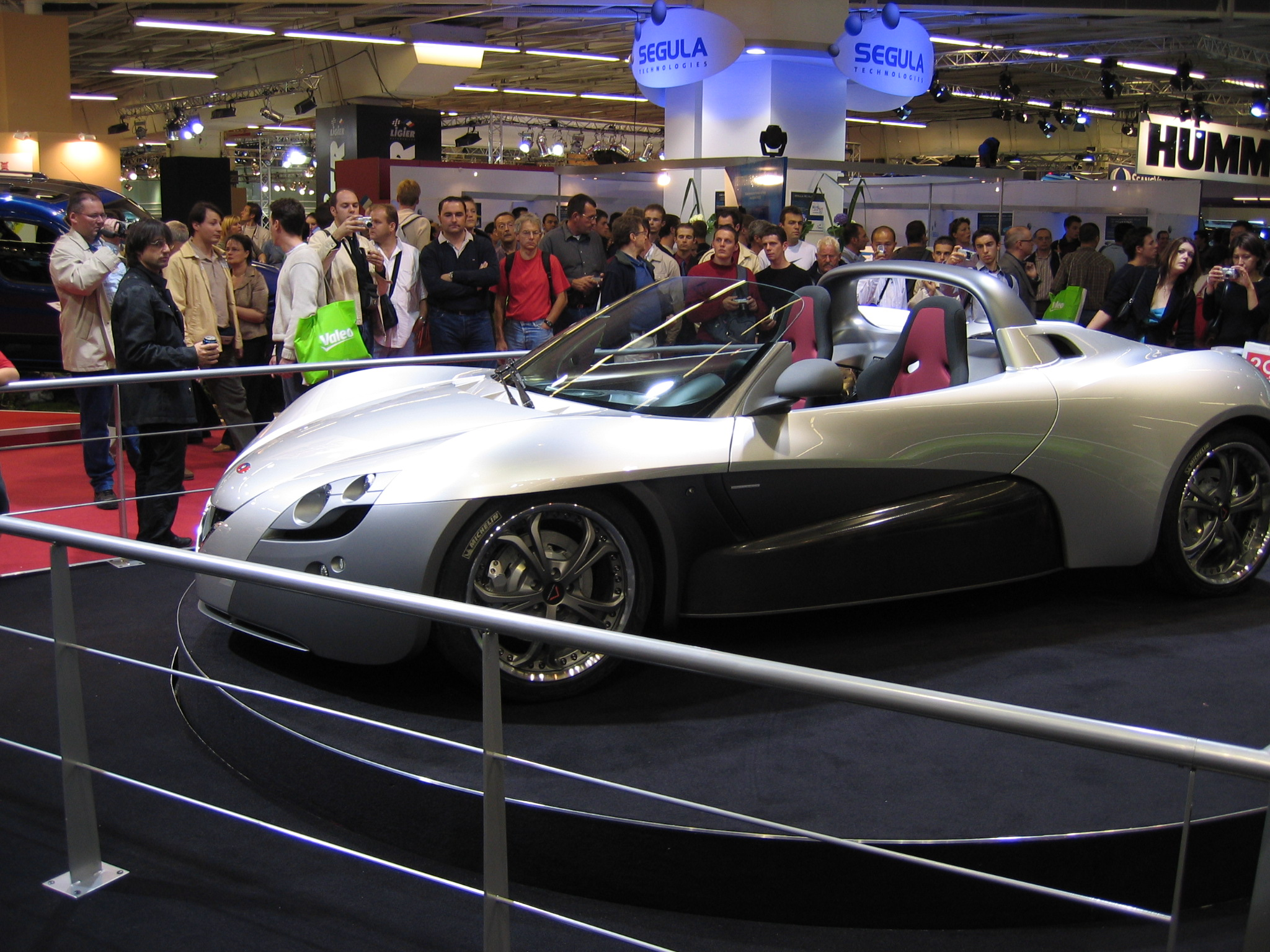
Venturi Fétish

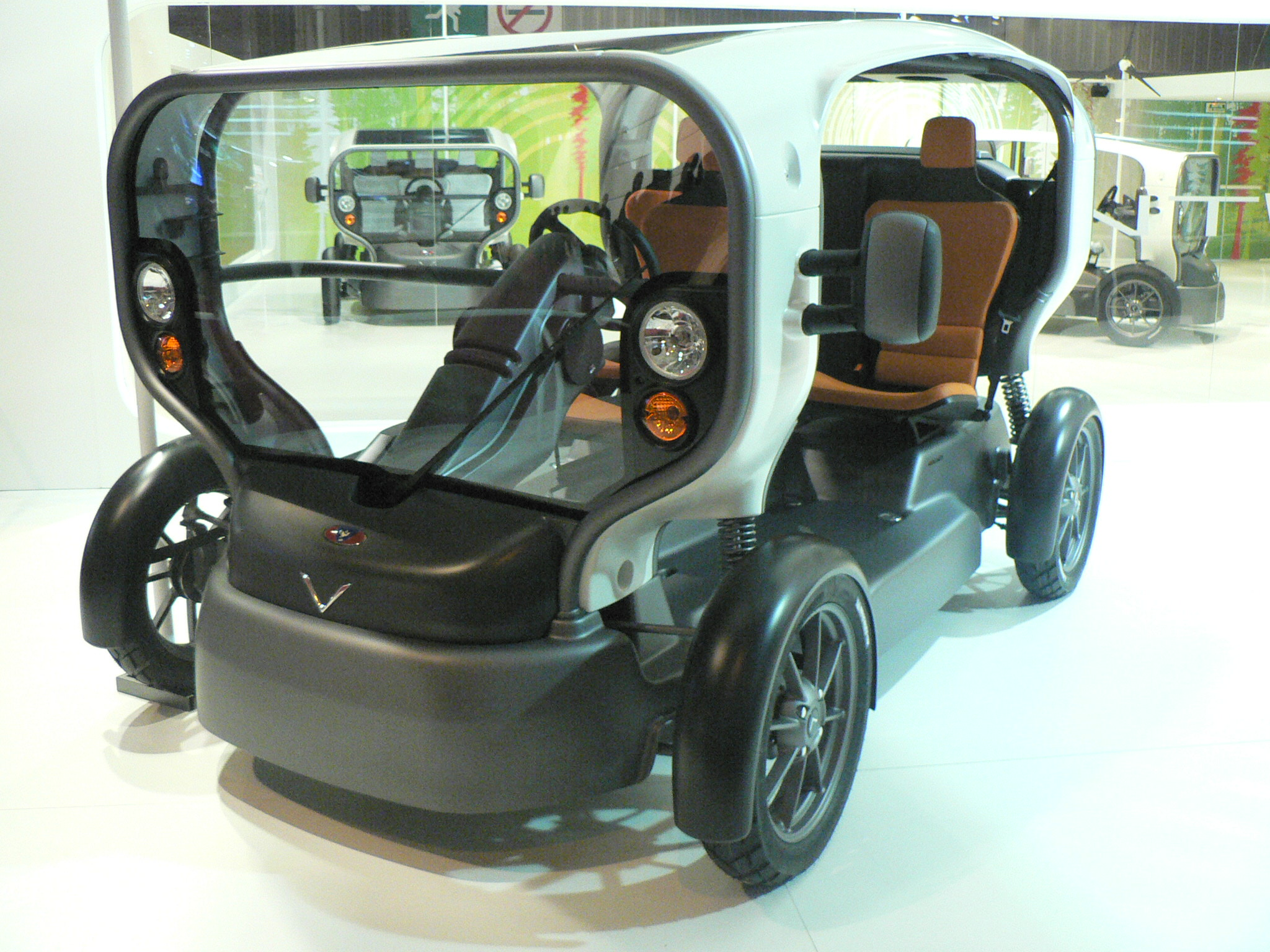
Venturi Eclectic

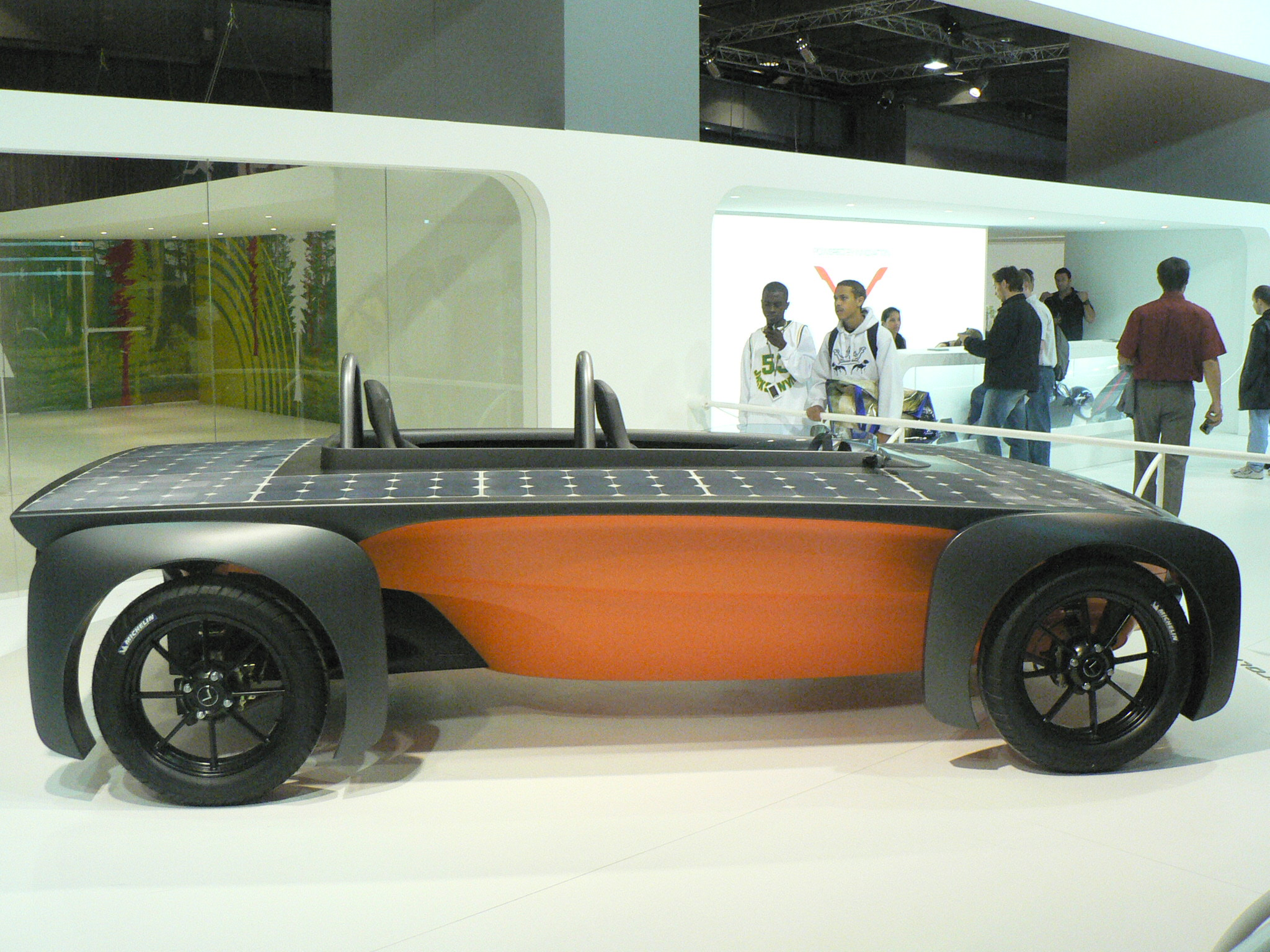
Venturi Astrolab

Venturi Automobiles aus Monaco ist ein Automobilzulieferer, ein Rennstall im Motorsport und zugleich ein ehemaliger Automobilhersteller.

## Gründung und Firmengeschichte
Der monegassische Unternehmer und Risikoinvestor Gildo Pallanca Pastor kaufte die 2000 in Konkurs gegangene Firma Venturi Paris auf. Die Produktion von dessen Modell Venturi 300 Atlantique wurde in einem Werk nahe Nizza noch bis 2001 fortgesetzt. Dann erschien der neue Venturi Fétish. Mit dem Fétish wollte Pastor, zusammen mit seinem seinerzeit etwa 15-köpfigen Team, weg vom Image als Porsche-Konkurrent und hin zum exklusiven, teuren und einzigartigen Kleinserienhersteller. Anfangs sollte der Fétish als preisgünstige Basis dienen, diese Pläne wurden jedoch verworfen.
2015 wurde bei Venturi die Entscheidung getroffen, fortan auf die Kleinserienproduktion von Automobilen zu verzichten, zukünftig nur noch als Lieferant von Antriebssträngen zu fungieren und sich im Motorsport sowie bei der Aufstellung von Geschwindigkeitsrekorden zu engagieren. Daher endete die Produktion des Venturi Fétish in 2015.

## Aktivität im Bereich Elektroautos
- Bei den Basismodellen Peugeot Partner und Citroën Berlingo betätigt sich Venturi als Umrüster von Serienfahrzeugen auf Elektroantrieb[2][3]. Das Fahrzeug gewann eine in größerem Rahmen[4] stehende Ausschreibung[5] der französischen Post. Zwischen Mai und Juli 2010 wurde mit einer leicht veränderten Version, dem Berlingo First "powered by Venturi", die ca. 14000 km lange Strecke Shanghai – Paris zurückgelegt und damit ein Streckenrekord für Elektro-Serienfahrzeuge aufgestellt.[6][7][8]

- Die in Kooperation mit der Ohio State University gebaute und in Anlehnung an das erste Straßenfahrzeug mit über 100 km/h benannte Venturi Jamais Contente stellte Geschwindigkeitsrekorde für Elektroautos auf: 2009[9] mit im Schnitt über 487 km/h (auf Basis von Brennstoffzellen), 2010[10] mit im Schnitt über 495 km/h, in der Spitze 515 km/h (auf Basis von Batterien).

- 2013 gründete Gildo Pallanca Pastor unter anderem zusammen mit Hollywood-Schauspieler Leonardo DiCaprio, den Rennstall Venturi Formula E Team. Dieser geht 2014 in der neugegründeten FIA-Formel-E-Meisterschaft an den Start.[11]

## Fahrzeuge
- bis 2001 Venturi 300 Atlantique, 207–228 kW (281–310 PS), 158.000 DM (ca. 80.780 €)
- 2003 Venturi Fétish Prototyp, 132 kW (180 PS), um 35.000 €
- 2004 Venturi Fétish Roadster, ca. 220 kW (300 PS), um 600.000 €, Elektromotor
- 2006 Venturi Héritage GT3, ca. 450 PS
- 2008 Venturi Volage Prototyp, viermal 55 kW (elektr. Radnabenmotoren)
- Venturi Eclectic, Solarfahrzeug
- Venturi Astrolab, Solar-Hybrid-Fahrzeug